# Ivar de Graaf
Ivar de Graaf (Amsterdam, 20 augustus 1973) is mede-oprichter en drummer van de band Kingfisher Sky en ex-bandlid van Within Temptation.
Ivar de Graaf begon drums te spelen toen hij 16 jaar oud was.
De Graaf deed zijn opleiding aan het Haags Montessori Lyceum en kreeg drumles van Charles Schouten die korte tijd drummer van Kayak is geweest. Op het HML trad hij regelmatig op met Edo van der Kolk en Michiel Parqui in de periode rond 1990.
Hij werd gevraagd als drummer voor Within Temptation toen deze band nog weinig bekend was en drumde in de studio mee op de albums Enter, Mother Earth en The Dance. Vlak voor de Duitse tournee waar Within Temptation de grote internationale doorbraak meemaakte, stapte hij uit de band. Dit was om muzikale redenen; hij wilde meer dan steeds dezelfde drumpartijen spelen en wilde zich verder ontwikkelen als componist en arrangeur.
De Graaf is getrouwd met de zangeres Judith Rijnveld. Samen werkten ze drie jaar aan een demo die leidde tot de oprichting van de band Kingfisher Sky in 2007.